# Grand Prix automobile de Belgique 1966
GP précédent GP suivant
Le Grand Prix de Belgique 1966 (XXVIe Grand Prix de Belgique / XXVI Grote Prijs van Belgie), disputé sur le circuit de Spa-Francorchamps le 12 juin 1966, est la cent-quarante-troisième épreuve du championnat du monde de Formule 1 courue depuis 1950 et la deuxième manche du championnat 1966.

## Contexte avant la course

### Le championnat du monde
Après cinq années de Formule 1 1 500 cm3, formule dérivée de l'ancienne Formule 2 en vigueur de 1957 à 1960, la Commission sportive internationale (C.S.I.) a décidé lors de son comité exécutif de décembre 1963 de porter à trois litres la cylindrée des nouvelles F1, mesure entrée en vigueur le 1er janvier 1966. Le nouveau règlement autorise à nouveau l'utilisation de moteurs suralimentés, avec un coefficient deux pour la cylindrée (soit un maximum de 1 500 cm3 en cas d'utilisation d'un compresseur volumétrique ou d'un turbocompresseur). La réglementation s'appuie sur les points suivants :
- pas de cylindrée minimale
- cylindrée maximale : 3 000 cm3 si moteur atmosphérique ou 1 500 cm3 si moteur suralimenté
- poids minimal : 500 kg (à sec)
- roues non carénées
- double circuit de freinage obligatoire
- arceau de sécurité obligatoire (le haut du cerceau devant dépasser le casque du pilote)
- démarreur de bord obligatoire
- carburant commercial obligatoire
- ravitaillement en huile interdit durant la course
- distance minimale d'un Grand Prix : 300 km
- distance maximale d'un Grand Prix : 400 km
- distance minimale pour être classé : 90% de la distance parcourue par le vainqueur

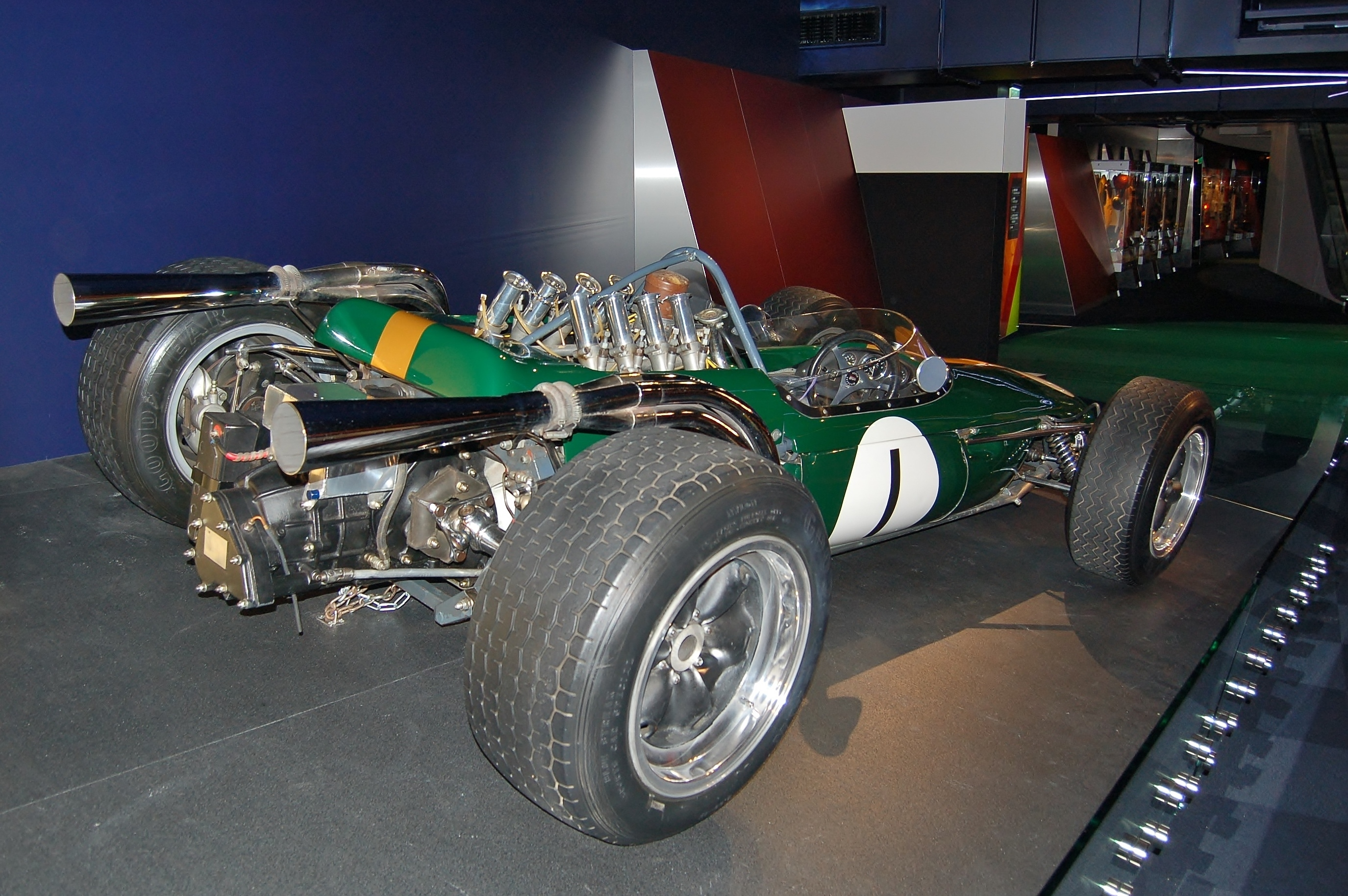
En s'imposant à Silverstone, le pilote-constructeur Jack Brabham a démontré le potentiel de sa nouvelle BT19.

Les premiers Grands Prix de la saison 1966 furent composés de plateaux hétéroclites, certains constructeurs faisant appel à des anciens châssis hâtivement adaptés à la nouvelle réglementation pour pallier le retard pris dans la réalisation et la mise au point de leurs monoplaces «3 litres». Et lors du Grand Prix de Monaco, épreuve inaugurale du championnat, aucune des nouveautés engagées ne parvint à couvrir la distance, la victoire revenant à la BRM de Jackie Stewart, une ex F1 «1 500 cm3» lestée et dotée d'un moteur réalésé à deux litres. Les débuts en course des modèles 1966 des équipes BRM et Lotus sont toutefois attendus en Belgique, ainsi que ceux de l'Eagle du pilote-constructeur Dan Gurney. Malgré l'absence de Honda, l'épreuve ardennaise s'avère plus ouverte que les manches précédentes où seules les écuries Brabham, Cooper, Ferrari et enfin McLaren avaient aligné leurs modèles «3 litres». Si la puissante Ferrari V12 (étrennée victorieusement par John Surtees au Grand Prix de Syracuse) a la faveur des pronostics, le net succès de Jack Brabham lors du dernier International Trophy, à Silverstone, a montré que la nouvelle formule pouvait réserver bien des surprises.

### Le circuit
C'est à l'occasion d'une course motocycliste, en 1921, que les routes reliant Francorchamps, Malmedy et Stavelot servirent de cadre à une compétition. Depuis, le tracé est régulièrement utilisé pour l'organisation d'événements tels que les 24 Heures de Spa, le Grand Prix automobile de Belgique, le Grand Prix moto de Belgique ou plus récemment les 1000 km de Spa-Francorchamps (épreuve d'endurance automobile). Caractérisé par un relief marqué, il comporte de nombreuses courbes très rapides, le seul passage «lent» étant l'épingle de la Source, dernier virage de ce circuit développant plus de quatorze kilomètres. Auteur d'un tour à 224,2 km/h au volant de sa Ferrari 330 P3 à l'occasion des derniers 1000 km de Spa, le pilote britannique Mike Parkes s'est récemment attribué le record officiel de la piste.

### Tournage
Après Monaco, l'équipe du film Grand Prix, dirigée par John Frankenheimer, a investi le circuit de Francorchamps où doivent être tournées des séquences réunissant pilotes et journalistes, ainsi que des scènes de l'épreuve. Mandaté par la Metro-Goldwyn-Mayer, Phil Hill disposera cette fois d'une McLaren M3A, une monoplace de Formule Libre à moteur V8 Ford, pour tourner les scènes réelles, tant aux essais qu'en course ; l'équipe restera sur place la semaine suivante, Hill disposant d'une autre voiture-caméra, une Ford GT40 qui tractera des monoplaces de Formule 3 maquillées en F1 pour les séquences fictives. Parmi les acteurs principaux présents, seul James Garner (qui après avoir suivi des cours s'est très vite révélé un excellent pilote) a obtenu des producteurs l'autorisation de conduire des monoplaces durant le tournage.

## Monoplaces en lice
- Lotus 33 & 43 "Usine"

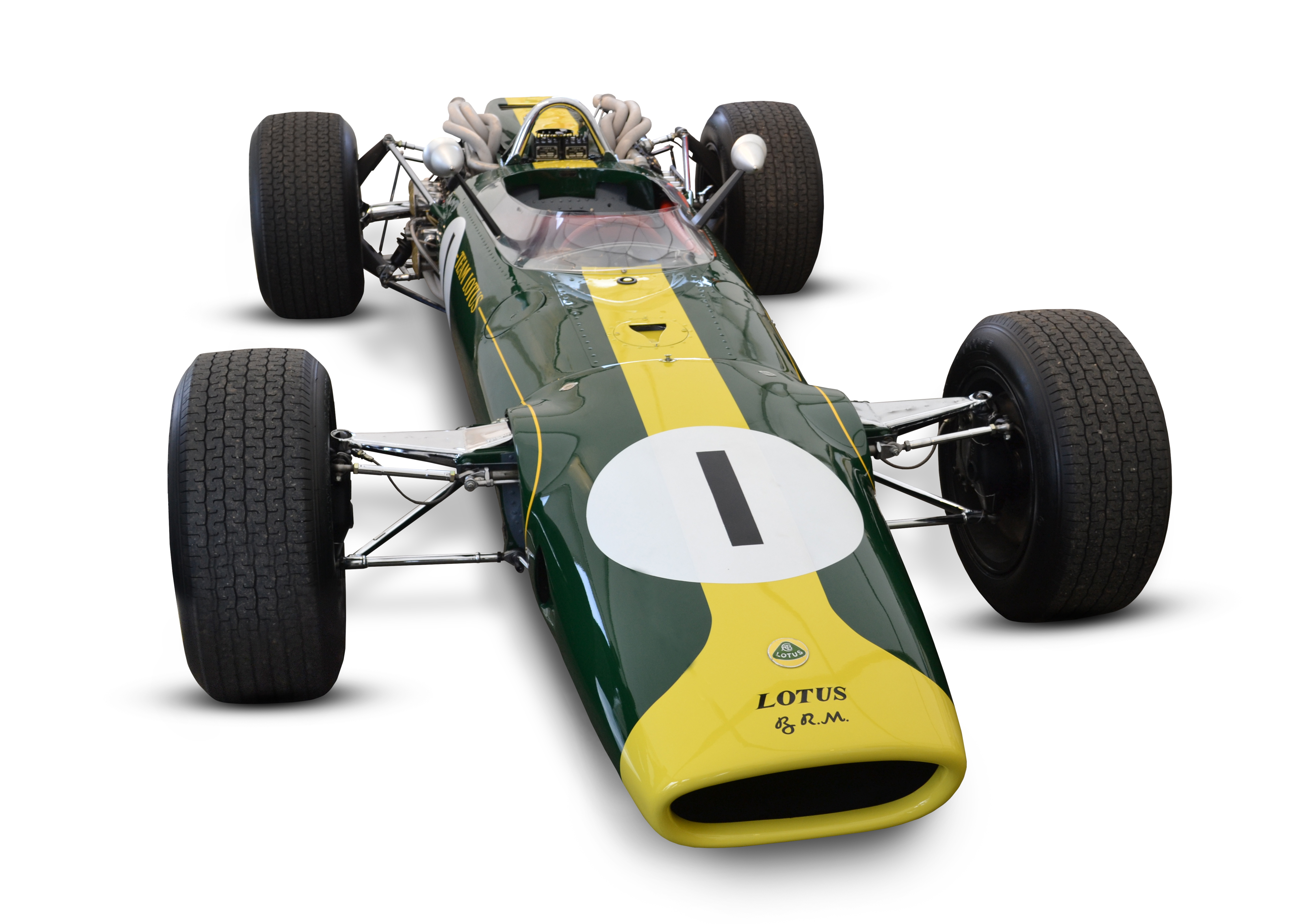
Peter Arundell pilotera la nouvelle Lotus 43, à moteur BRM 16 cylindres.

Le Team Lotus dispose de sa nouvelle Lotus 43 à moteur BRM 16 cylindres, qui fera ses débuts en piste aux mains de Peter Arundell, le champion du monde Jim Clark préférant conserver sa monture habituelle, une 33 équipée de la dernière version MkIX du V8 Climax FWMV (1970 cm3, injection indirecte Lucas, 240 chevaux à 8800 tr/min). Lestée pour satisfaire au poids minimal de 500 kg, la 33, à châssis monocoque, est équipée d'une boîte de vitesses ZF à cinq rapports. Dérivée de la Lotus 38 victorieuse aux 500 miles d'Indianapolis 1965, la 43 est également dotée d'une structure monocoque mais ne comporte pas de pontons arrière, le moteur BRM étant porteur. Ce H16 est identique à celui monté sur les nouvelles BRM F1. Il comprend deux bancs de huit cylindres superposés ; alimenté par injection indirecte Lucas, il développe environ 400 chevaux à 10000 tr/min. La 43 utilise la même boîte que la 33 et pèse 680 kg à vide. Les Lotus officielles sont chaussées de pneus Firestone.
- Lotus 25 & 33 privées

Tim Parnell avait initialement engagé deux monoplaces pour cette épreuve, une 33 à moteur V8 BRM (2 litres, 260 chevaux) pour Mike Spence ainsi qu'une Lotus 25C dotée d'un ancien moteur Climax FPF (quatre cylindres, 2,7 litres, 260 chevaux) pour Paul Hawkins mais ce dernier a préféré mettre un terme à sa carrière en F1 et seule la voiture de Spence est présente. Elle est équipée d'une boîte de vitesses Hewland à cinq rapports et de pneus Firestone.
- BRM P261 & P83 "Usine"

Malgré le retard initial pris dans le développement du moteur H16, Graham Hill et Jackie Stewart ont maintenant chacun leur nouvelle P83. Ces monoplaces ayant très peu roulé, les pilotes disposent toujours de leurs P261 à moteur V8 deux litres (injection indirecte Lucas, 260 chevaux à 10000 tr/min). Les deux modèles utilisent une boîte six vitesses conçue et réalisée en interne. Nettement moins puissantes que les P83 données pour 400 chevaux, les P261 ont pour principal atout leur légèreté (500 kg contre près de 690 pour la P83) et leur parfaite mise au point. Les BRM utilisent des pneus Dunlop.
- BRM P261 privée

L'équipe Chamaco engage sa P261 que se partageront Bob Bondurant et Vic Wilson durant les essais, à l'issue desquels le plus rapide sera retenu pour la course. Contrairement à l'équipe d'usine, le Tean Chamaco utilise des pneus Goodyear.
- Brabham BT19 & BT22 "Usine"

La réalisation de la nouvelle BT20 n'est pas tout à fait achevée et Jack Brabham utilise une nouvelle fois sa BT19, initialement dessinée pour disputer la saison 1965 avec le seize cylindres Climax FWMW ; la société Coventry Climax ayant renoncé à ce projet après les premiers essais sur banc, Brabham et son associé Ron Tauranac, après avoir récupéré un lot de blocs V8 d'Oldsmobile F85, ont adapté la BT19 à ce moteur, dont la société australienne Repco a réalisé une version trois litres. La dernière version de ce V8, développant 300 chevaux à 6800 tr/min, n'a pas tenu la distance à Monaco et le champion australien dispose en Belgique d'une version un peu moins puissante. Conçue autour d'un châssis multitubulaire, la BT19 est dotée d'une boîte de vitesses Hewland à cinq rapports. Elle pèse 530 kg à vide. Épaulant le pilote-constructeur, Denny Hulme dispose depuis le début de saison d'un modèle intermédiaire, une ancienne BT11 sur laquelle a été greffé un ancien moteur quatre cylindres Climax de 2,5 litres délivrant 225 chevaux à 6800 tr/min. Rebaptisée BT22, elle utilise une boîte 'cinq' ZF et pèse 500 kg. Les Brabham sont chaussées de pneus Goodyear.
- Ferrari 246 & 312 "Usine"

Comme à Monaco, la Scuderia Ferrari aligne deux 312 à moteur V12 initialement développé pour les courses d'endurance, ainsi que d'une 246 conçue au départ pour la Formule Tasmane. Bien que s'étant régulièrement plaint de la lourdeur (plus de 600 kg) de la 312 depuis le début de saison, John Surtees va l'utiliser plus volontiers sur le rapide circuit ardennais, où grâce aux 350 chevaux à 9500 tr/min du V12 alimenté par un système d'injection Lucas elle devrait s'avérer plus performante que la 246 dont le V6 de 2417 cm3 délivre environ 260 chevaux à 7800 tr/min. Lorenzo Bandini aura quant à lui le choix entre les deux modèles, le pilote italien ayant jusqu'à présent privilégié la 246, plus légère (505 kg) et beaucoup plus facile à maîtriser. Les trois voitures ont un châssis semi-monocoque et sont équipés d'une boîte cinq vitesses. L'écurie dispose de pneus Dunlop et de pneus Firestone.
- Cooper T81 "Usine"

Reprise en 1965 par le Chipstear Motor Group, la Cooper Car Company reste toujours techniquement dirigée par John Cooper, mais c'est désormais l'ancien pilote Roy Salvadori qui assume le rôle de directeur sportif. Le groupe repreneur étant dirigé par un des principaux concessionnaires Maserati en Grande-Bretagne, le constructeur italien a été approché pour fournir à l'écurie de Formule 1 des moteurs V12 dérivés de celui testé en 1957, sans succès, sur une version de la 250F. Avec une cylindrée portée à 2989 cm3, le V12 Tipo 9, alimenté par un système d'injection Lucas, a une puissance théorique de 360 chevaux à 9000 tr/min, mais n'en délivre actuellement que 340 dans sa version à simple allumage. Associé à une boîte de vitesses ZF à cinq rapports, ce moteur est monté sur les nouvelles T81, conçues par Derrick White, premières monoplaces à structure monocoque réalisées par le constructeur de Surbiton. Les deux modèles officiellement engagés par l'écurie sont de nouveau aux mains de Jochen Rindt et de Richie Ginther. Pesant 605 kg, les Cooper sont chaussées de pneus Dunlop.
- Cooper T81 privées

Aux couleurs près, les T81 engagées par les équipes privées sont identiques aux voitures engagées par l'usine. Ayant créé sa propre structure, Joakim Bonnier utilise toutefois des pneus Firestone alors que Guy Ligier (engagé à titre privé) et Joseph Siffert (qui pilote pour le compte de Rob Walker) utilisent des pneus Dunlop.
- McLaren M2B "Usine"

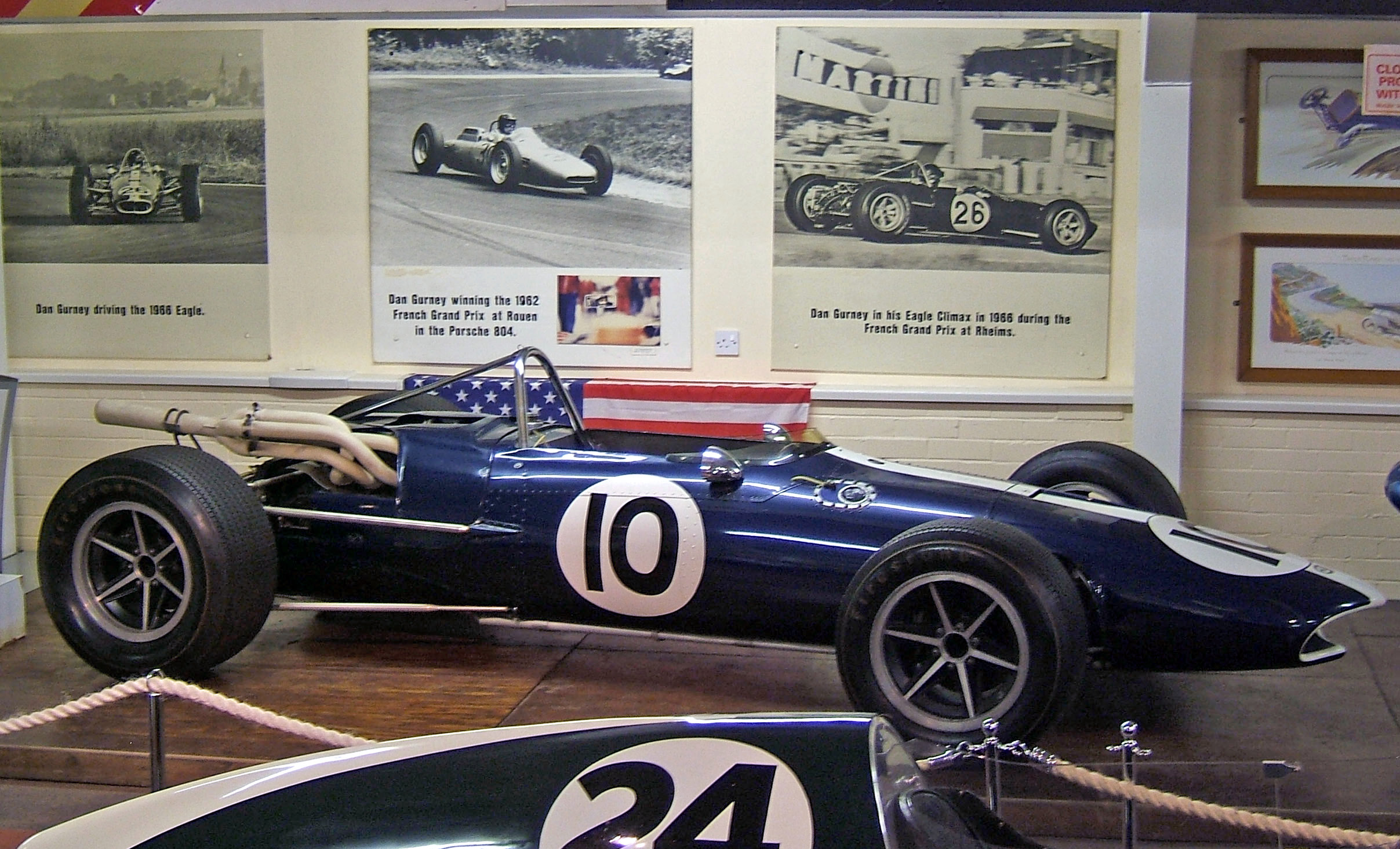
L'Eagle T1F de Dan Gurney.

Faute de moteur fiable, les débuts en F1 de l'équipe sont loin d'avoir répondu aux attentes de Bruce McLaren. Si la M2B à structure monocoque, conçue par l'ingénieur britannique Robin Herd, possède un excellent châssis, doté d'une rigidité remarquable, l'option du V8 Ford initialement conçu pour les 500 miles d'Indianapolis s'est révélée catastrophique. Les cinq blocs acquis par le pilote-constructeur ont été modifiés par le motoriste Traco, chargé de réduire la cylindrée à trois litres, mais les premiers tests se sont révélés désastreux : censé délivrer 335 chevaux, le V8 en fournissait à peine 300 au banc et quatre des cinq moteurs ont cassé au cours des essais, obligeant l'équipe à n'aligner qu'une seule voiture à Monaco, faute de moteur disponible pour la monoplace destinée à Chris Amon. Une fuite d'huile s'étant déclarée en course, une profonde refonte du V8 Ford s'avère nécessaire et McLaren a provisoirement fait monter un moteur Serenissima sur sa monoplace (dont les flancs arrière ont dû être recoupés) pour participer à l'épreuve belge. Ce V8 à 90°, alimenté par quatre carburateurs double-corps Weber, délivre environ 290 chevaux. Équipée d'une boîte ZF à quatre rapports, la M2B pèse plus 550 kg dans cette configuration. Elle est chaussée de pneus Firestone. Une seule monoplace a pu être alignée et Chris Amon a une nouvelle fois dû déclarer forfait.
- Eagle T1F "Usine"

Le développement du moteur V12 Weslake ayant pris plusieurs mois de retard, Dan Gurney s'est procuré quatre anciens moteurs Climax FPF de 2,7 litres pour pouvoir faire courir son Eagle T1F, monoplace à structure monocoque conçue par Len Terry. Manquant de préparation, ces moteurs développent à peine plus de 220 chevaux, une puissance bien modeste pour propulser cette voiture de 530 kg, dotée d'une boîte cinq vitesses Hewland. Gurney utilise des pneus Goodyear.

## Coureurs inscrits
| no | Pilote                   | Écurie                      | Constructeur | Modèle                  | N° châssis        | Moteur                         | Pneumatiques |
| -- | ------------------------ | --------------------------- | ------------ | ----------------------- | ----------------- | ------------------------------ | ------------ |
| 3  | Jack Brabham             | Brabham Racing Organisation | Brabham      | Brabham BT19            | F1-1-65           | Repco 620 V8                   | G            |
| 4  | Denny Hulme              | Brabham Racing Organisation | Brabham      | Brabham BT22            | F1-1-64           | Coventry Climax FPF L4         | G            |
| 6  | John Surtees             | SpA Ferrari SEFAC           | Ferrari      | Ferrari 312             | 312/0010          | Ferrari 218 V12                | D            |
| 7  | Lorenzo Bandini          | SpA Ferrari SEFAC           | Ferrari      | Ferrari 246 Ferrari 312 | 246/0006 312/0011 | Ferrari 228 V6 Ferrari 218 V12 | F            |
| 8  | Bob Bondurant Vic Wilson | Team Chamaco-Collect        | BRM          | BRM P261                | 2615              | BRM P60 V8                     | G            |
| 10 | Jim Clark                | Team Lotus                  | Lotus        | Lotus 33                | 33 R11            | Coventry Climax FWMV MkIX V8   | F            |
| 11 | Peter Arundell           | Team Lotus                  | Lotus        | Lotus 43                | 43/1              | BRM P75 H16                    | F            |
| 14 | Graham Hill              | Owen Racing Organisation    | BRM          | BRM P261 BRM P83        | 2616 8301         | BRM P60 V8 BRM P75 H16         | D            |
| 15 | Jackie Stewart           | Owen Racing Organisation    | BRM          | BRM P261 BRM P83        | 2617 8302         | BRM P60 V8 BRM P75 H16         | D            |
| 16 | Mike Spence              | Reg Parnell Racing          | Lotus        | Lotus 33                | 33 R13            | BRM P56 V8                     | F            |
| 17 | Paul Hawkins             | Reg Parnell Racing          | Lotus        | Lotus 25C               | 25 R7             | Coventry Climax FPF L4         | F            |
| 18 | Richie Ginther           | Cooper Car Company          | Cooper       | Cooper T81              | F1-6-66           | Maserati 9/F1 V12              | D            |
| 19 | Jochen Rindt             | Cooper Car Company          | Cooper       | Cooper T81              | F1-3-66           | Maserati 9/F1 V12              | D            |
| 20 | Joakim Bonnier           | Anglo-Suisse Racing         | Cooper       | Cooper T81              | F1-5-66           | Maserati 9/F1 V12              | F            |
| 21 | Joseph Siffert           | Rob Walker Racing Team      | Cooper       | Cooper T81              | F1-2-66           | Maserati 9/F1 V12              | D            |
| 22 | Guy Ligier               | Privé                       | Cooper       | Cooper T81              | F1-4-66           | Maserati 9/F1 V12              | D            |
| 24 | Bruce McLaren            | Bruce McLaren Motor Racing  | McLaren      | McLaren M2B             | M2B/2             | Serenissima M166 V8            | F            |
| 25 | Chris Amon               | Bruce McLaren Motor Racing  | McLaren      | McLaren M2B             | M2B/1             | Ford 406 V8                    | F            |
| 27 | Dan Gurney               | Anglo-American Racers       | Eagle        | Eagle T1F               | 101               | Coventry Climax FPF L4         | G            |

| no | Pilote    | Écurie              | Constructeur | Modèle      | N° châssis | Moteur          | Pneumatiques | Commentaire                                                                             |
| -- | --------- | ------------------- | ------------ | ----------- | ---------- | --------------- | ------------ | --------------------------------------------------------------------------------------- |
| 28 | Phil Hill | Metro-Goldwyn-Mayer | McLaren      | McLaren M3A | M3A/3      | Ford Windsor V8 | G            | monoplace équipée d'une caméra (avant ou arrière aux essais, à l'avant droit en course) |

## Qualifications
Deux séances qualificatives sont prévues, les vendredi et samedi après-midi précédant la course.

### Première séance - vendredi 10 juin

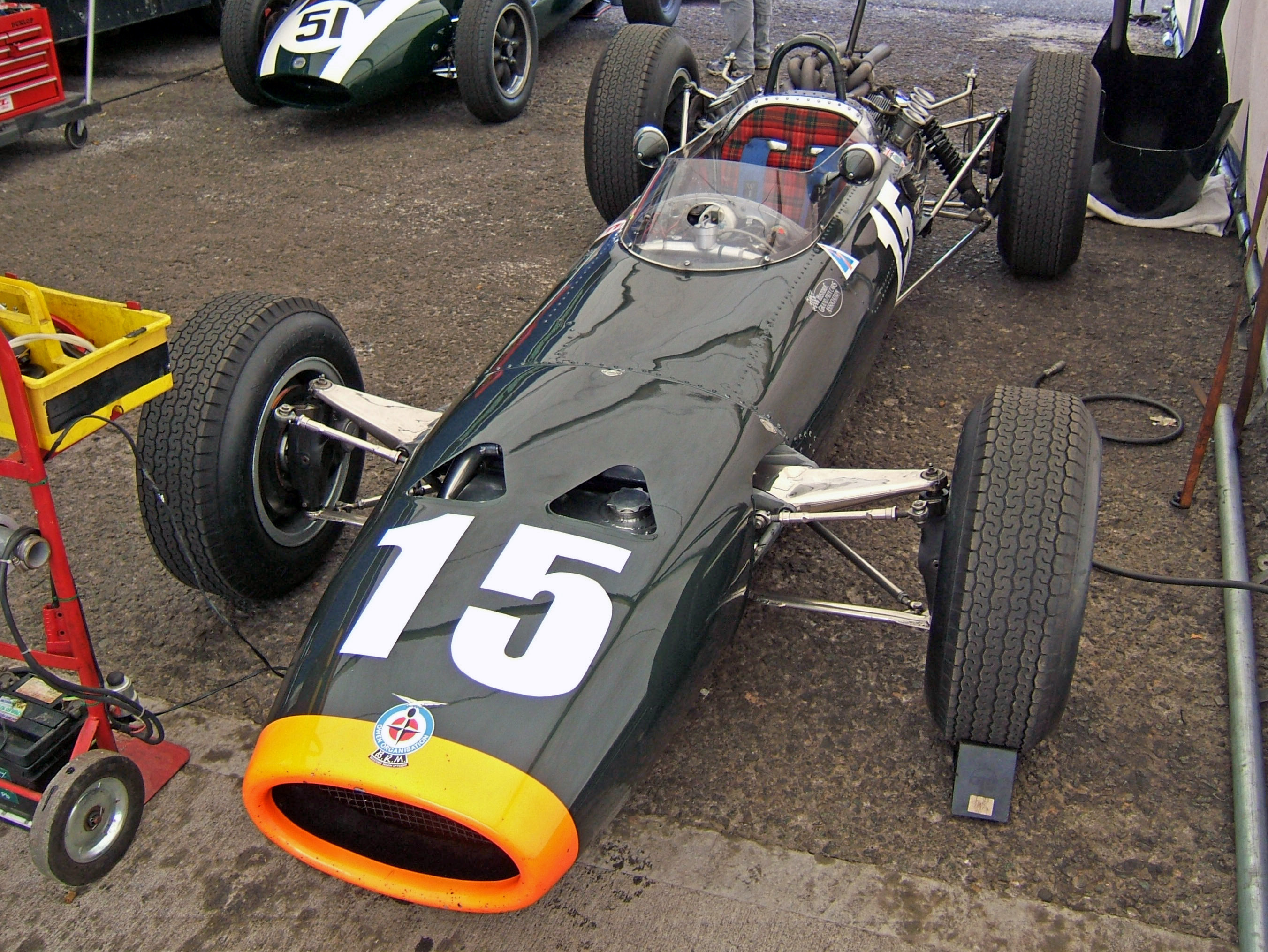
La BRM P261 de Jackie Stewart. À son volant, le pilote écossais s'est montré l'un des plus rapides de la première journée d'essais.

Le temps est chaud et ensoleillé pour la première session qualificative, le vendredi après-midi. Sur sa BRM V8, Jackie Stewart est le premier à prendre la piste et il va d'emblée accomplir une série de tours très rapides, établissant un nouveau record officieux de la piste à plus de 229 km/h de moyenne. Son coéquipier Graham Hill, aux prises avec un moteur chauffant exagérément, ne peut défendre totalement ses chances, tout comme Jim Clark, une fuite d'eau apparaissant rapidement sur son moteur Climax ; une culasse est fêlée et le champion du monde ne pourra repartir, l'équipe Lotus ne disposant pas d'un moteur de rechange. Son coéquipier Peter Arundell ne s'est pas montré plus chanceux : après seulement trois tours, une soupape de son moteur seize cylindres s'est brisée, mettant fin aux essais de la nouvelle monoplace 3 litres, encore loin d'être au point. Au sein de la Scuderia Ferrari, alors que Lorenzo Bandini a opté pour la «petite» monoplace à moteur V6, John Surtees commence à tourner sur sa V12, chaussée de pneus Dunlop. Il va progressivement améliorer ses chronos et parvient à battre de six dixièmes de seconde le temps de référence réalisé par Stewart. Il fait ensuite monter les pneus Firestone, avec lesquels il terminera la séance, réalisant le meilleur temps de la journée à 230,3 km/h de moyenne, battant de plus d'une seconde son adversaire écossais. Bien que déçu par le manque de puissance de son nouveau moteur, Jack Brabham réalise le troisième temps de la journée, à plus de trois secondes toutefois de Surtees. Le pilote-constructeur australien devance Bandini alors que malgré leurs ennuis mécaniques Hill et Clark ont respectivement obtenu les cinquième et sixième temps. Pour ses premiers tours de roue, la nouvelle Eagle de Dan Gurney a rencontré de nombreux problèmes mécaniques et le pilote californien n'a pas été en mesure de tourner dans de bonnes conditions, pas plus que Bruce McLaren, dont le V8 Serenissima a continuellement des ratés. Les deux pilotes de l'écurie Cooper Car Company n'ont pu effectuer que quelques tours avant qu'une boîte de vitesse ne casse sur la voiture de Richie Ginther et que le moteur Maserati de Jochen Rindt ne le lâche. Pour le compte de la Metro-Goldwyn-Mayer, Phil Hill a effectué deux heures de prises de vue au volant de sa McLaren munie d'une énorme caméra, gênant parfois les autres pilotes qui s'en plaindront auprès de la direction de course.
| Pos. | Pilote          | Écurie              | Temps        | Écart          |
| ---- | --------------- | ------------------- | ------------ | -------------- |
| 1    | John Surtees    | Ferrari             | 3 min 40 s 4 |                |
| 2    | Jackie Stewart  | BRM                 | 3 min 41 s 5 | + 1 s 1        |
| 3    | Jack Brabham    | Brabham-Repco       | 3 min 43 s 5 | + 3 s 1        |
| 4    | Lorenzo Bandini | Ferrari             | 3 min 43 s 8 | + 3 s 4        |
| 5    | Graham Hill     | BRM                 | 3 min 45 s 6 | + 5 s 2        |
| 6    | Jim Clark       | Lotus-Climax        | 3 min 45 s 8 | + 5 s 4        |
| 7    | Joakim Bonnier  | Cooper-Maserati     | 3 min 46 s 5 | + 6 s 1        |
| 8    | Mike Spence     | Lotus-BRM           | 3 min 46 s 9 | + 6 s 5        |
| 9    | Denny Hulme     | Brabham-Climax      | 3 min 51 s 4 | + 11 s 0       |
| 10   | Bob Bondurant   | BRM                 | 3 min 51 s 9 | + 11 s 5       |
| 11   | Jochen Rindt    | Cooper-Maserati     | 3 min 53 s 0 | + 12 s 6       |
| 12   | Guy Ligier      | Cooper-Maserati     | 3 min 55 s 5 | + 15 s 1       |
| 13   | Dan Gurney      | Eagle-Climax        | 3 min 57 s 6 | + 17 s 2       |
| 14   | Bruce McLaren   | McLaren-Serenissima | 3 min 57 s 6 | + 17 s 2       |
| 15   | Phil Hill       | McLaren-Ford        | 4 min 01 s 7 | + 21 s 3       |
| 16   | Vic Wilson      | BRM                 | 4 min 26 s 0 | + 45 s 6       |
| 17   | Peter Arundell  | Lotus-BRM           | 5 min 01 s 2 | + 1 min 20 s 8 |

### Deuxième séance - samedi 11 juin

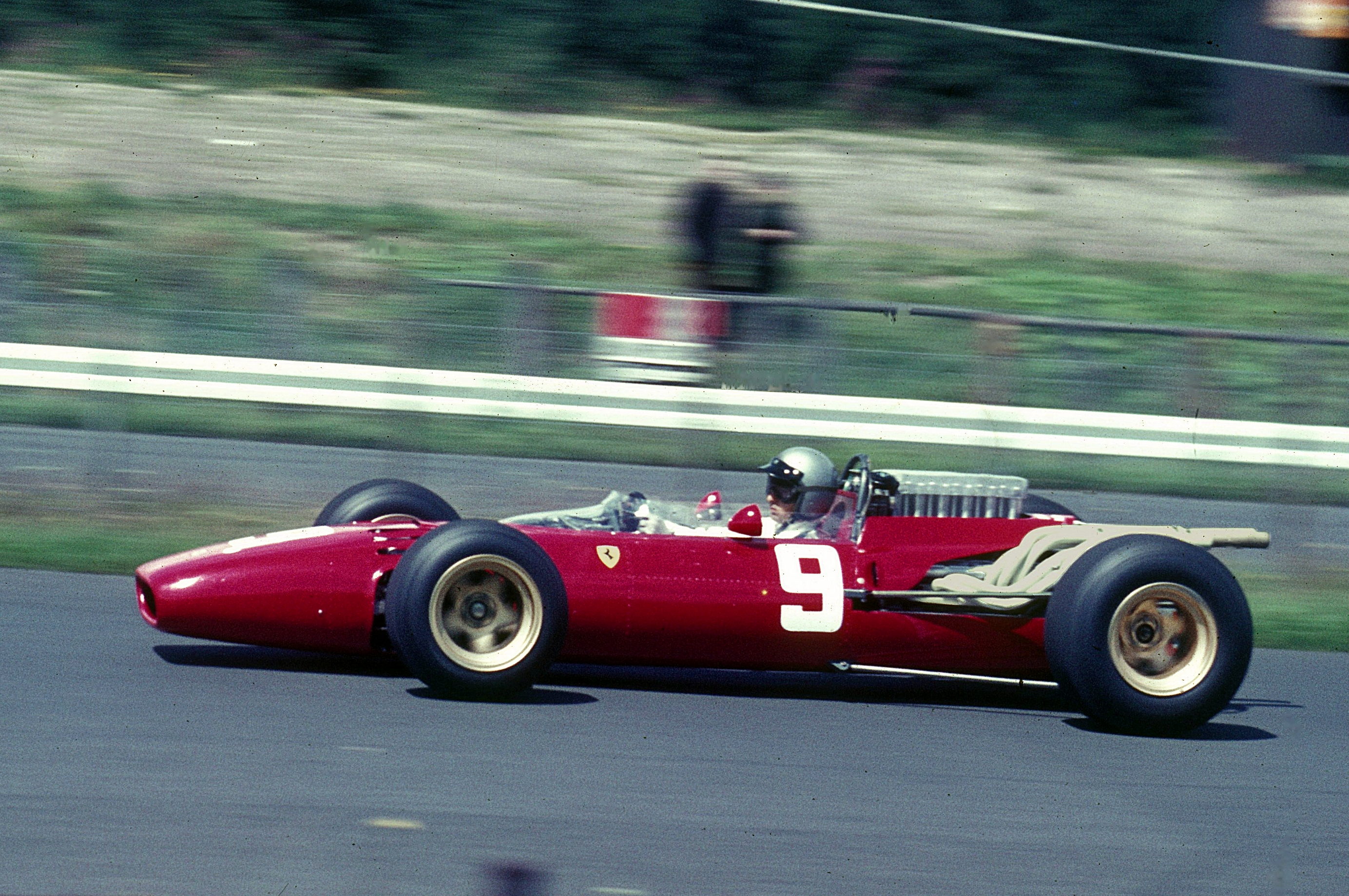
La Ferrari 312 à moteur V12 de Lorenzo Bandini. Contrairement à son coéquipier John Surtees, le pilote italien ne va presque pas tourner à son volant, se sentant plus à l'aise sur la monoplace à moteur V6.

Le temps est une nouvelle fois chaud et ensoleillé pour la séance du samedi après-midi. Prévu à seize heures, elle ne commencera que trois quarts d'heure plus tard, les pompiers devant intervenir pour circonscrire un feu de forêt à Burnenville. L'association des pilotes de Grand Prix a obtenu gain de cause auprès des organisateurs, aussi Phil Hill ne sera-t-il autorisé à piloter la voiture caméra qu'en toute fin de session. Surtees est le tout premier en piste, il va profiter de l'absence de trafic pour réaliser un tour à 232,8 km/h de moyenne sur sa Ferrari sur laquelle il a conservé les pneus Firestone, améliorant de plus de deux secondes sa performance de la veille. Ne parvenant pas à égaler ses temps du vendredi avec sa BRM V8, Stewart teste ensuite sa «16 cylindres» mais, malgré sa vitesse de pointe de 300 km/h, la P83 ne donne pas entière satisfaction à son pilote qui, tout comme son coéquipier Graham Hill, n'effectuera aucun tour lancé à son volant. Bénéficiant d'un nouveau moteur, Rindt va s'avérer le meilleur adversaire de Surtees, battant de quelques dixièmes le temps réalisé par Stewart la veille, plus de trois secondes toutefois derrière le pilote anglais. Bandini teste brièvement sa Ferrari V12 mais reprendra aussitôt la V6, se montrant cependant plus lent qu'en première séance, devancé par Brabham et même par Joakim Bonnier, pourtant au volant d'une Cooper privée. McLaren a à peine tourné lorsque les roulements de son V8 le trahissent et, faute de pièces de rechange, le pilote néo-zélandais doit renoncer à participer. Ayant nettement dominé ses rivaux, Surtees s'adjuge la pole position et partira à la corde de la première ligne au côté de Rindt et Stewart, Brabham et Bandini se partageant la deuxième ligne. Faute de moteur, aucun des deux pilotes du team Lotus n'a pu participer mais, contrairement à Arundell qui devra déclarer forfait pour la course, Clark pourra prendre le départ, Colin Chapman ayant été chercher une nouvelle culasse en Angleterre. Crédité de son chrono du vendredi, le champion du monde ne partira qu'en quatrième ligne, au côté de Graham Hill qui a une nouvelle fois connu des problèmes mécaniques. N'ayant pu améliorer le comportement de sa monoplace, Gurney s'élancera en dernière position.
| Pos. | Pilote          | Écurie              | Temps        | Écart    |
| ---- | --------------- | ------------------- | ------------ | -------- |
| 1    | John Surtees    | Ferrari             | 3 min 38 s 0 |          |
| 2    | Jochen Rindt    | Cooper-Maserati     | 3 min 41 s 2 | + 3 s 2  |
| 3    | Jack Brabham    | Brabham-Repco       | 3 min 41 s 8 | + 3 s 8  |
| 4    | Jackie Stewart  | BRM                 | 3 min 41 s 9 | + 3 s 9  |
| 5    | Joakim Bonnier  | Cooper-Maserati     | 3 min 44 s 3 | + 6 s 3  |
| 6    | Lorenzo Bandini | Ferrari             | 3 min 44 s 7 | + 6 s 7  |
| 7    | Mike Spence     | Lotus-BRM           | 3 min 45 s 2 | + 7 s 2  |
| 8    | Richie Ginther  | Cooper-Maserati     | 3 min 45 s 4 | + 7 s 4  |
| 9    | Graham Hill     | BRM                 | 3 min 46 s 0 | + 8 s 0  |
| 10   | Bob Bondurant   | BRM                 | 3 min 50 s 5 | + 12 s 5 |
| 11   | Guy Ligier      | Cooper-Maserati     | 3 min 51 s 1 | + 13 s 1 |
| 12   | Denny Hulme     | Brabham-Climax      | 3 min 53 s 8 | + 15 s 8 |
| 13   | Joseph Siffert  | Cooper-Maserati     | 3 min 53 s 8 | + 15 s 8 |
| 14   | Dan Gurney      | Eagle-Climax        | 3 min 58 s 1 | + 20 s 1 |
| 15   | Bruce McLaren   | McLaren-Serenissima | 4 min 36 s 1 | + 58 s 1 |

### Tableau final des qualifications
| Pos. | Pilote          | Écurie              | Temps        | Écart          | Commentaire               |
| ---- | --------------- | ------------------- | ------------ | -------------- | ------------------------- |
| 1    | John Surtees    | Ferrari             | 3 min 38 s 0 |                | temps réalisé le samedi   |
| 2    | Jochen Rindt    | Cooper-Maserati     | 3 min 41 s 2 | + 3 s 2        | temps réalisé le samedi   |
| 3    | Jackie Stewart  | BRM                 | 3 min 41 s 5 | + 3 s 5        | temps réalisé le vendredi |
| 4    | Jack Brabham    | Brabham-Repco       | 3 min 41 s 8 | + 3 s 8        | temps réalisé le samedi   |
| 5    | Lorenzo Bandini | Ferrari             | 3 min 43 s 8 | + 5 s 8        | temps réalisé le vendredi |
| 6    | Joakim Bonnier  | Cooper-Maserati     | 3 min 44 s 3 | + 6 s 3        | temps réalisé le samedi   |
| 7    | Mike Spence     | Lotus-BRM           | 3 min 45 s 2 | + 7 s 2        | temps réalisé le samedi   |
| 8    | Richie Ginther  | Cooper-Maserati     | 3 min 45 s 4 | + 7 s 4        | temps réalisé le samedi   |
| 9    | Graham Hill     | BRM                 | 3 min 45 s 6 | + 7 s 6        | temps réalisé le vendredi |
| 10   | Jim Clark       | Lotus-Climax        | 3 min 45 s 8 | + 7 s 8        | temps réalisé le vendredi |
| 11   | Bob Bondurant   | BRM                 | 3 min 50 s 5 | + 12 s 5       | temps réalisé le samedi   |
| 12   | Guy Ligier      | Cooper-Maserati     | 3 min 51 s 1 | + 13 s 1       | temps réalisé le samedi   |
| 13   | Denny Hulme     | Brabham-Climax      | 3 min 51 s 4 | + 13 s 4       | temps réalisé le vendredi |
| 14   | Joseph Siffert  | Cooper-Maserati     | 3 min 53 s 8 | + 15 s 8       | temps réalisé le samedi   |
| 15   | Dan Gurney      | Eagle-Climax        | 3 min 57 s 6 | + 19 s 6       | temps réalisé le vendredi |
| 16   | Bruce McLaren   | McLaren-Serenissima | 3 min 57 s 6 | + 19 s 6       | temps réalisé le vendredi |
| 17   | Phil Hill       | McLaren-Ford        | 4 min 01 s 7 | + 23 s 7       | temps réalisé le vendredi |
| 18   | Vic Wilson      | BRM                 | 4 min 26 s 0 | + 48 s 0       | temps réalisé le vendredi |
| 19   | Peter Arundell  | Lotus-BRM           | 5 min 01 s 2 | + 1 min 23 s 2 | temps réalisé le vendredi |

## Grille de départ
| 1re ligne | Pos. 1                       |                             | Pos. 2                     |                              | Pos. 3                      |
|           | Surtees Ferrari 3 min 38 s 0 |                             | Rindt Cooper 3 min 41 s 2  |                              | Stewart BRM 3 min 41 s 5    |
| 2e ligne  |                              | Pos. 4                      |                            | Pos. 5                       |                             |
|           |                              | Brabham 3 min 41 s 8        |                            | Bandini Ferrari 3 min 43 s 8 |                             |
| 3e ligne  | Pos. 6                       |                             | Pos. 7                     |                              | Pos. 8                      |
|           | Bonnier Cooper 3 min 44 s 3  |                             | Spence Lotus 3 min 45 s 2  |                              | Ginther Cooper 3 min 45 s 4 |
| 4e ligne  |                              | Pos. 9                      |                            | Pos. 10                      |                             |
|           |                              | G. Hill BRM 3 min 45 s 6    |                            | Clark Lotus 3 min 45 s 8     |                             |
| 5e ligne  | Pos. 11                      |                             | Pos. 12                    |                              | Pos. 13                     |
|           | Bondurant BRM 3 min 50 s 5   |                             | Ligier Cooper 3 min 51 s 1 |                              | Hulme Brabham 3 min 51 s 4  |
| 6e ligne  |                              | Pos. 14                     |                            | Pos. 15                      |                             |
|           |                              | Siffert Cooper 3 min 53 s 8 |                            | Gurney Eagle 3 min 57 s 6    |                             |

- Pour les besoins du tournage du film Grand Prix, le pilote américain Phil Hill s'élancera derrière les quinze concurrents à bord d'une McLaren M3A équipée d'une caméra de cinémascope fixée à l'avant droit[22].

## Déroulement de la course

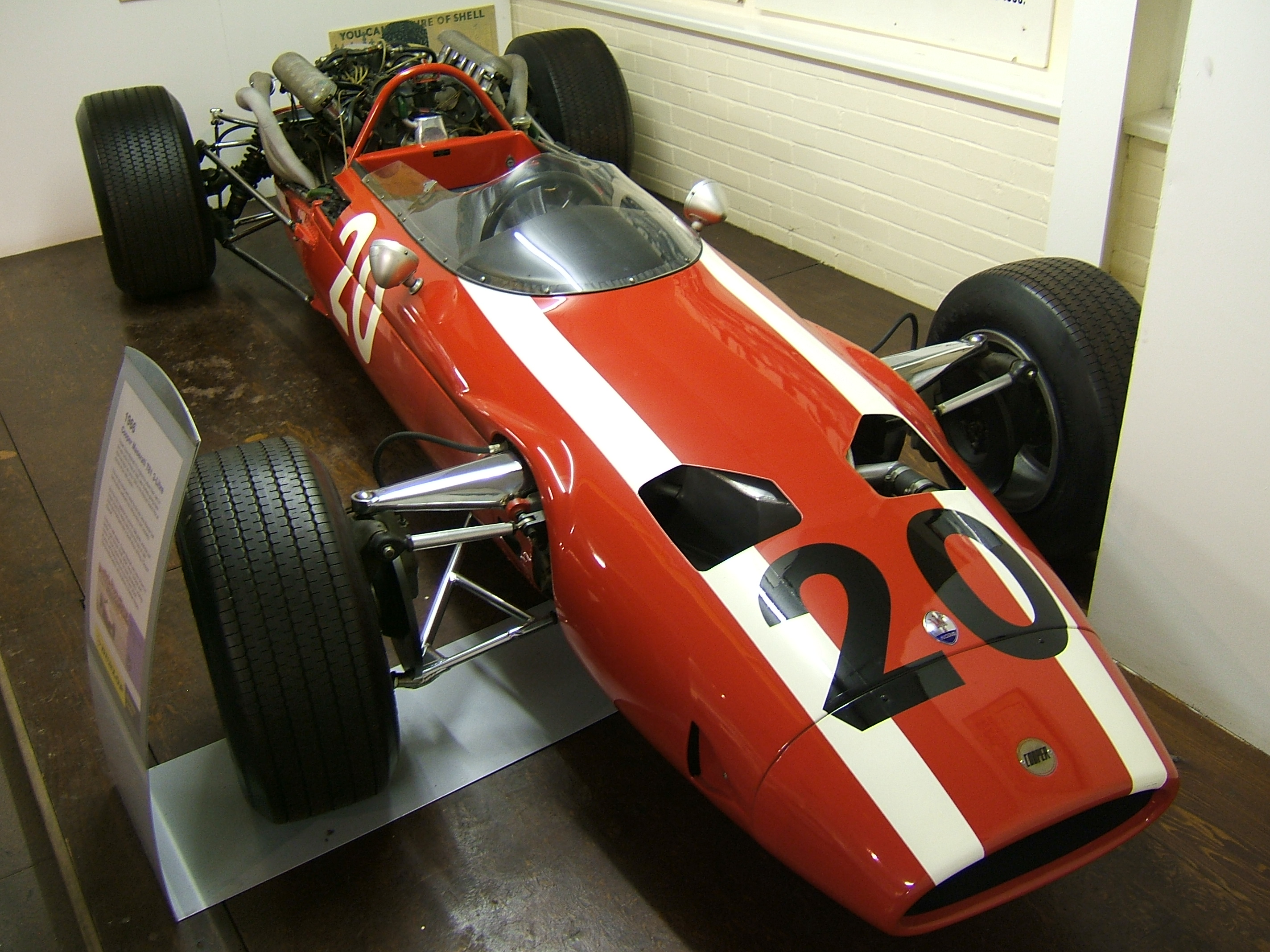
La Cooper T81 de Joakim Bonnier. Seul pilote chaussé de pneus pour piste sèche, le Suédois s'est fait surprendre en abordant la portion humide du circuit et a semé la pagaille au sein du peloton.

Contrastant avec les deux journées précédentes, le temps est maussade le dimanche. Faute de moteur de remplacement, Peter Arundell et Bruce McLaren ne prendront pas le départ. La monoplace de McLaren devait cependant participer pour les besoins du film Grand Prix, le pilote néo-zélandais doublant un des acteurs pour les scènes de course. Afin de ne pas perturber le tournage, il sera finalement remplacé à l'écran par Bob Bondurant (ce dernier s'etant montré beaucoup plus rapide que son compagnon d'écurie Vic Wilson), la BRM du Team Chamaco étant pour la circonstance repeinte en blanc et affublée du numéro 24, afin de faire illusion. Il n'y aura donc que quinze voitures sur la grille de départ, qui seront suivies par la voiture-caméra conduite par Phil Hill.
En début d'après-midi, des nuages menaçants s'amoncellent au dessus du circuit et presque tous les équipes s'empressent de monter des pneus pluie sur les monoplaces, seul Joakim Bonnier prenant le risque de conserver ses penus pour le sec. N'ayant pas testé les gommes Firestone dans ces conditions, la Scuderia Ferrari préfère revenir aux Dunlop sur la voiture de John Surtees, celle de Lorenzo Bandini étrennant les Firestone 'pluie'. En fin de matinée, une rotule de suspension a cédé sur la Team Lotus de Jim Clark alors qu'il rejoignait le circuit, aussi sa monoplace n'a-t-elle été mise en grille qu'au dernier moment. Dans la précipitation, Clark oublie d'engager une vitesse et emballe son moteur lorsque le drapeau libère les monoplaces. Il s'élancera bon dernier. La piste est encore sèche dans cette zone mais la pluie tombe déjà à l'autre bout du circuit. Exploitant au mieux sa pole position, Surtees aborde en tête le raidillon de l'Eau Rouge, devant la Cooper de Jochen Rindt et la Brabham du pilote-constructeur australien. Clark ne va accomplir que quelques centaines de mètres, le surrégime initial ayant endommagé son moteur. Dans la descente de Burnenville, la piste est très humide et Surtees va contrôler de justesse une dérobade de sa Ferrari. En milieu de peloton, Bonnier effectue une série de trois tête-à-queue à cet endroit, heurte des bottes de paille avant d'atterrir sur un muret, l'avant de sa Cooper dans le vide ! Voulant éviter une botte, Mike Spence est sorti de la piste, sa Lotus ne pouvant repartir. Joseph Siffert a dû faire un brusque écart pour l'éviter, surprenant Denny Hulme dont la Brabham percute l'arrière de la Cooper. Train faussé, Siffert renoncera un peu plus loin tandis que Hulme, biellette de direction cassée, parviendra à ramener, à faible allure, sa monoplace au stand pour y abandonner. Après seulement quatre kilomètres de course, un tiers du plateau est déjà éliminé ! Cependant, les hommes de tête abordent le très rapide S de Masta. Une grand flaque d'eau se trouve sur la trajectoire. Toujours en tête, Surtees parvient à passer sans encombre mais derrière lui Rindt va effectuer une impressionnante série de tête-à-queue. Le pilote autrichien parviendra toutefois à rester sur la piste et repartira dans la bonne direction, n'ayant perdu qu'une quinzaine de secondes. Brabham, qui le suivait, fait lui-même une sévère embardée pour l'éviter et manque sortir de la route ; il parvient toutefois à reprendre le contrôle et continue la course, maintenant en deuxième position. Derrière lui, Jackie Stewart part également en toupie avant de heurter un mur, sa BRM étant alors projetée dans un fossé, réservoir de carburant crevé, son pilote étant coincé dans le cockpit. Alors que Bandini passe sans encombre et se retrouve troisième, la BRM de Graham Hill se dérobe soudainement, effectue un tête à queue et s'arrête contre une meule de foin, moteur calé. Les dégâts sont minimes et le pilote britannique s'apprête à repartir lorsqu'il aperçoit la voiture de son coéquipier, en mauvaise posture. Il descend alors lui porter secours ; il déconnecte la pompe électrique avant de tenter d'extirper Stewart, conscient mais choqué, de l'habitacle déformé de la BRM. La seule solution est de démonter le volant. Entre-temps, ; empruntant une caisse à outil à un commissaire de piste, il parvient, avec l'aide de Bob Bondurant (dont la BRM est également sortie de la piste à cet endroit, finissant dans un fossé après une série de tonneaux !) à dégager le jeune écossais et à le transporter dans une ferme voisine avant d'appeler les secours. Souffrant de brûlures dues au contact avec l'essence, d'une fracture à l'omoplate et d'une côte cassée, Stewart sera emmené à l'hôpital de Stavelot avant d'être hospitalisé à Londres. Hill repartira au volant de sa monoplace mais, ayant perdu trop de temps pour pouvoir accomplir la distance minimale imposée pour être classé, se contentera de la ramener à son stand avant de se retirer.
Surtees a achevé le premier tour largement en tête, dix secondes devant Brabham et Bandini, roues dans roues. Auteur d'un départ prudent, Richie Ginther est dix secondes plus loin, suivi à une centaine de mètre par son coéquipier Rindt, reparti «le couteau entre les dents» après sa série de pirouettes. Sixième au volant de sa Cooper, Guy Ligier compte déjà une demi-minute de retard sur le premier, alors que beaucoup plus loin Dan Gurney ferme la marche sur la nouvelle Eagle, précédant de peu la McLaren de Phil Hill qui a parfaitement rempli sa mission pour le compte de MGM. Il ne reste désormais plus que sept voitures en course. Brabham est conscient que ses pneumatiques ne sont pas aussi sûrs que ceux de ses adversaires sur chaussée détrempée aussi décide-t-il de ne prendre aucun risque, laissant Bandini le dépasser. La Ferrari V6 du pilote italien se comporte parfaitement sous la pluie et Bandini revient sur son coéquipier Surtees, qu'il dépasse à la fin du deuxième tour, s'emparant du commandement. C'est cependant Rindt qui est alors le plus rapide en piste, le jeune Autrichien étant remonté en troisième position, après avoir facilement débordé Ginther puis Brabham. Après le passage des quatre premiers, groupés en six secondes, il faut attendre une demi-minute pour voir apparaître la Cooper de Ginther, aux prises avec des soucis de boîte de vitesse, l'Américain précédant Ligier de quelques centaines de mètres alors que Gurney est très nettement distancé. La pluie redouble alors et Surtees repasse devant son coéquipier, qui se fait peu après également dépasser par Rindt, très à l'aise dans ces conditions. À la fin du troisième tour, l'Autrichien est revenu à moins d'une seconde du Britannique, alors que Bandini a perdu le contact avec les deux premiers. Quatrième, Brabham poursuit sa ronde solitaire, il a maintenant une vingtaine de secondes de retard alors que Ginther et Ligier  sont déjà relégués à plus d'une minute. Pilotant à la limite, Rindt s'empare du commandement et prend d'emblée quelques longueurs d'avance sur Surtees. Il creuse rapidement l'écart sur la Ferrari, douze secondes séparant les deux hommes à la fin du sixième tour. Bandini, toujours troisième, est à quinze secondes de son chef de file alors que Brabham accuse déjà près de deux minutes de retard. Toujours en lutte pour la cinquième place, Ginther et Ligier sont loin derrière. Gurney, qui ferme la marche, est vraiment à la peine : il perd régulièrement plus d'une minute au tour et les hommes de tête s'apprêtent à le doubler une deuxième fois. La pluie commence cependant à faiblir et la moyenne augmente progressivement. Dans ces conditions, Surtees se rapproche progressivement de Rindt. Ligier, qui se maintenait à quelques secondes de Ginther, doit s'arrêter à son stand pour faire réparer son embrayage ; il va perdre plus d'un tour avant de pouvoir repartir. Dès lors, la course va se résumer en un duel entre Surtees et Rindt, les positions des cinq autres pilotes étant figées. Rindt continue à attaquer au maximum, tandis que Surtees semble désormais le suivre facilement, se maintenant à quelques secondes afin d'éviter les projections d'eau. Peu après la mi-course, la pluie cesse et certaines portions de la piste commencent à s'assécher. Surtees en profite pour établir le meilleur temps de la journée, à 196 km/h de moyenne. Il se rapproche encore de Rindt, d'autant plus facilement que ce dernier doit composer avec un différentiel cassé, la Cooper devenant délicate à maîtriser. Après avoir quelque peu temporisé, Surtees revient dans les roues de l'Autrichien au cours du vingt-quatrième tour et le passe dans le virage de Malmedy. Il creuse immédiatement l'écart, Rindt relâchant alors son effort pour assurer sa deuxième place. Malgré une alerte au tour suivant à cause d'une coupure d'alimentation à la sortie du virage de la Source, Surtees remporte la victoire avec plus de quarante secondes d'avance sur son valeureux adversaire. Nettement distancé par son coéquipier, Bandini termine troisième, loin devant Brabham et Ginther. Retardé par son arrêt au stand puis ralenti par un moteur ne tournant que sur onze cylindres, Ligier n'a pas accompli suffisamment de tours pour être classé. Il en va de même pour Gurney, qui termine très attardé.

### Classements intermédiaires
Classements intermédiaires des monoplaces aux premier, deuxième, troisième, quatrième, cinquième, huitième, dixième, quinzième, vingtième et vingt-cinquième tours,.

### Classement de la course
| Pos  | N° | Pilote          | Écurie          | Tours | Temps/Abandon                  | Grille | Points |
| ---- | -- | --------------- | --------------- | ----- | ------------------------------ | ------ | ------ |
| 1    | 6  | John Surtees    | Ferrari         | 28    | 2 h 09 min 11 s 3              | 1      | 9      |
| 2    | 19 | Jochen Rindt    | Cooper-Maserati | 28    | 2 h 09 min 53 s 4 (+ 42 s 1)   | 2      | 6      |
| 3    | 7  | Lorenzo Bandini | Ferrari         | 27    | 2 h 12 min 19 s 2 (+ 1 tour)   | 5      | 4      |
| 4    | 3  | Jack Brabham    | Brabham-Repco   | 26    | 2 h 12 min 13 s 2 (+ 2 tours)  | 4      | 3      |
| 5    | 18 | Richie Ginther  | Cooper-Maserati | 25    | 2 h 12 min 30 s 9 (+ 3 tours)  | 8      | 2      |
| Nc.  | 22 | Guy Ligier      | Cooper-Maserati | 24    | 2 h 10 min 35 s 3 (Non classé) | 12     |        |
| Nc.  | 27 | Dan Gurney      | Eagle-Climax    | 23    | 2 h 12 min 29 s 0 (Non classé) | 15     |        |
| Abd. | 4  | Denny Hulme     | Brabham-Climax  | 1     | Biellette de direction         | 13     |        |
| Abd. | 14 | Graham Hill     | BRM             | 1     | Retrait                        | 9      |        |
| Abd. | 15 | Jackie Stewart  | BRM             | 0     | Accident                       | 3      |        |
| Abd. | 20 | Jo Bonnier      | Cooper-Maserati | 0     | Accident                       | 6      |        |
| Abd. | 16 | Mike Spence     | Lotus-BRM       | 0     | Accident                       | 7      |        |
| Abd. | 10 | Jim Clark       | Lotus-Climax    | 0     | Moteur                         | 10     |        |
| Abd. | 24 | Bob Bondurant   | BRM             | 0     | Accident                       | 11     |        |
| Abd. | 21 | Jo Siffert      | Cooper-Maserati | 0     | Accident                       | 14     |        |
| Np.  | 24 | Bruce McLaren   | McLaren-Ford    |       | Non partant (moteur)           |        |        |
| Np.  | 11 | Peter Arundell  | Lotus-BRM       |       | Non partant (moteur)           |        |        |

Légende :
- Abd.=Abandon - Np.=Non partant

### Pole position et record du tour
- Pole position :  John Surtees (Ferrari) en 3 min 38 s 0 (vitesse moyenne : 232,844 km/h). Temps réalisé lors de la séance d'essais du samedi 11 juin[22].
- Meilleur tour en course :  John Surtees (Ferrari) en 4 min 18 s 7 (vitesse moyenne : 196,212 km/h) au dix-huitième tour.

#### Évolution du meilleur tour en course
Le meilleur tour fut amélioré onze fois au cours de l'épreuve.

### Tours en tête
- John Surtees : 7 tours (1 / 3 / 24-28)
- Lorenzo Bandini : 1 tour (2)
- Jochen Rindt : 20 tours (4-23)

## Classement provisoire du championnat à l'issue de la course
- Attribution des points : 9, 6, 4, 3, 2, 1 respectivement aux six premiers de chaque épreuve.
- Pour la coupe des constructeurs, même barème et seule la voiture la mieux classée de chaque équipe inscrit des points.
- Seuls les cinq meilleurs résultats sont comptabilisés[22].

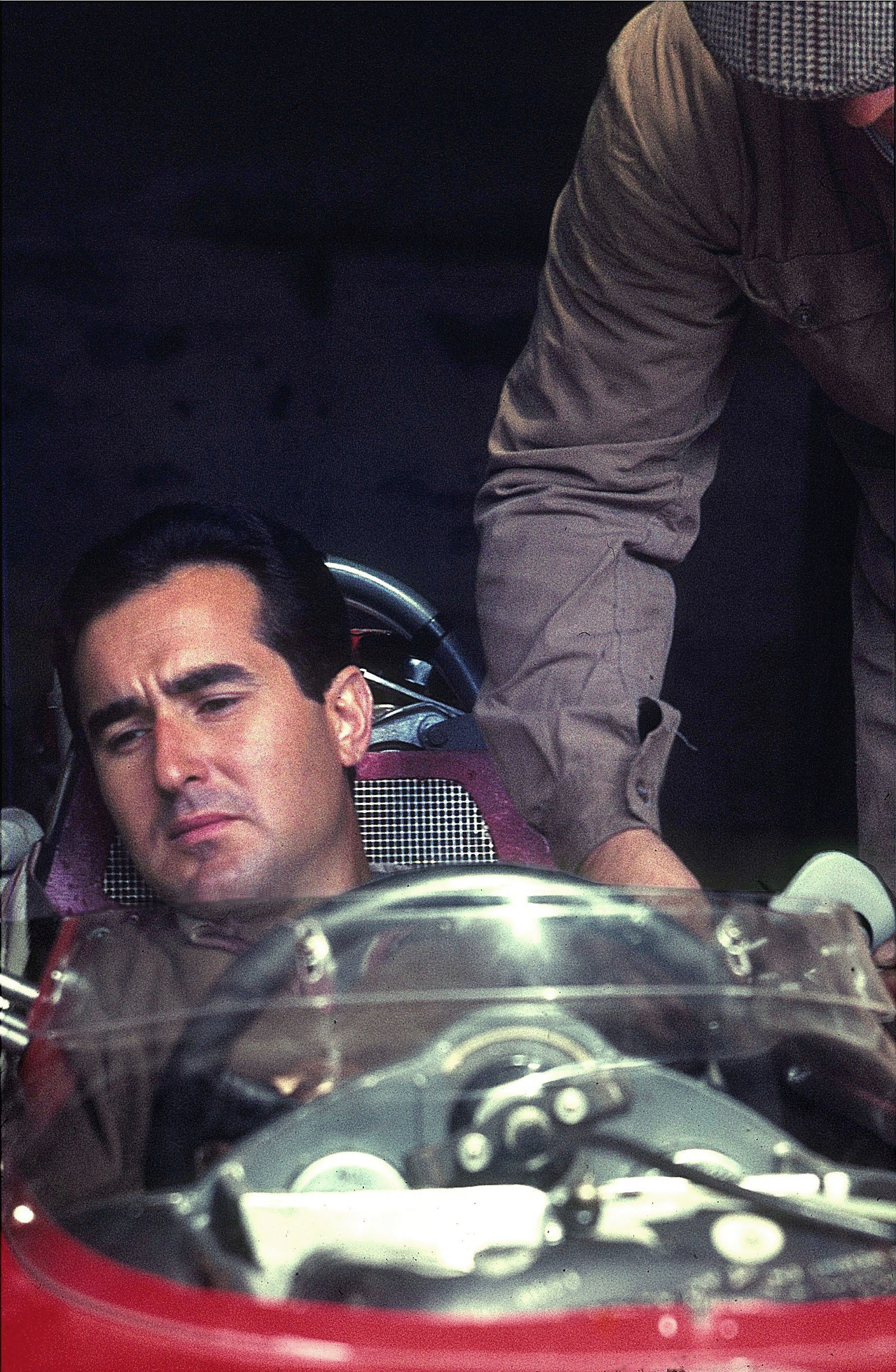
Sur le podium à l'issue de chacune des deux premières manches du championnat, Lorenzo Bandini occupe la tête du classement provisoire des pilotes.

| Pos. | Pilote          | Écurie  | Points | MON | BEL | FRA | GBR | NL | ALL | ITA | USA | MEX |
| ---- | --------------- | ------- | ------ | --- | --- | --- | --- | -- | --- | --- | --- | --- |
| 1    | Lorenzo Bandini | Ferrari | 10     | 6   | 4   |     |     |    |     |     |     |     |
| 2    | Jackie Stewart  | BRM     | 9      | 9   | -   |     |     |    |     |     |     |     |
|      | John Surtees    | Ferrari | 9      | -   | 9   |     |     |    |     |     |     |     |
| 4    | Jochen Rindt    | Cooper  | 6      | -   | 6   |     |     |    |     |     |     |     |
| 5    | Graham Hill     | BRM     | 4      | 4   | -   |     |     |    |     |     |     |     |
| 6    | Bob Bondurant   | BRM     | 3      | 3   | -   |     |     |    |     |     |     |     |
|      | Jack Brabham    | Brabham | 3      | -   | 3   |     |     |    |     |     |     |     |
| 8    | Richie Ginther  | Cooper  | 2      | -   | 2   |     |     |    |     |     |     |     |

| Pos. | Écurie          | Points | MON | BEL | FRA | GBR | NL | ALL | ITA | USA | MEX |
| ---- | --------------- | ------ | --- | --- | --- | --- | -- | --- | --- | --- | --- |
| 1    | Ferrari         | 15     | 6   | 9   |     |     |    |     |     |     |     |
| 2    | BRM             | 9      | 9   | -   |     |     |    |     |     |     |     |
| 3    | Cooper-Maserati | 6      | -   | 6   |     |     |    |     |     |     |     |
| 4    | Brabham-Repco   | 3      | -   | 3   |     |     |    |     |     |     |     |

## À noter
- 4e victoire en championnat du monde pour John Surtees.
- 40e victoire en championnat du monde pour Ferrari en tant que constructeur.
- 40e victoire en championnat du monde pour Ferrari en tant que motoriste.
- 1er Grand Prix de championnat du monde pour l'écurie Eagle.